# Männergrab von Hoby

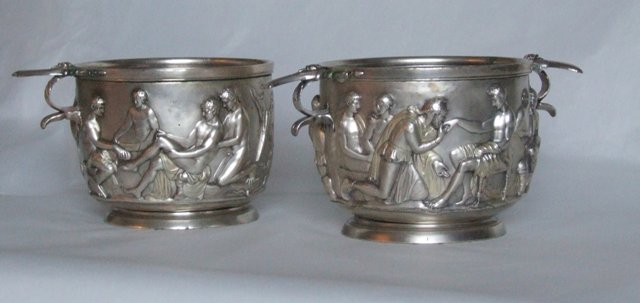
Silberbecher aus dem Grab von Hoby mit Szenen aus der Ilias

Das eisenzeitliche Männergrab von Hoby, auch Häuptlingsgrab (dänisch Høvdingegraven fra Hoby) genannt, auf der dänischen Insel Lolland wurde 1920 im Åløkkeskoven (Wald) entdeckt. Das ungewöhnlich reich ausgestattete Körpergrab stammt aus dem 1. Jahrhundert n. Chr. und gehört zu den reichsten der Eisenzeit in Nordeuropa.
Der begrabene Mann war mittleren Alters. Neben Gegenständen lokaler Herkunft enthielt das Grab einen umfangreichen Trink- und Speisegerätesatz römischer Herkunft (Werkstatt in Capua). Die bedeutendsten Gegenstände stellen zwei vom Toreuten Cheirisophos signierte große Silberbecher (Skyphoi) mit Szenen aus der Ilias des Homer dar. In die Böden der Becher ist der Name Silus (SILVS) eingeritzt, der in der Forschung teilweise mit dem römischen Politiker Gaius Silius in Verbindung gebracht wird. Dieser amtierte von 14 bis 21 n. Chr. als Oberbefehlshaber des obergermanischen Heeres und könnte die Becher als diplomatische Geschenke an den in Hoby bestatteten germanischen Adeligen übergeben haben. Ein in der Nähe gefundenes zweites Grab aus der Zeit kurz vor Christi Geburt kann ebenfalls einer Person von gehobenem Status zugeordnet werden.
Inzwischen liegen durch Keramikfunde eines Hobby-Archäologen Belege für eine zeitgleiche Siedlung in unmittelbarer Nähe der Bestattungen vor. Kleineren Untersuchungen in den Jahren 2000 und 2001 folgte im Jahr 2005 eine größere Grabungskampagne, bei der unter anderem Reste von zehn, zum Teil mehrphasigen Häusern dokumentiert wurden. Das etwa zwei Hektar große Areal rund um die alten Grabfundstellen wurde 2010 geomagnetisch untersucht. Parallel durchgeführte Bohrungen zeigten in mehreren Fällen archäologische Kulturschichten.